# آرتور هیلتون
آرتور هیلتون (انگلیسی: Arthur Hilton; ‏۵ آوریل ۱۸۹۷ – ۱۵ اکتبر ۱۹۷۹) تدوین‌گر، کارگردان فیلم، و تهیه‌کننده فیلم اهل بریتانیا بود.

## گزیده فیلمشناسی
- آدم‌کش‌ها (فیلم ۱۹۴۶)
- خیابان اسکارلت
- دانشکده (فیلم ۱۹۴۵)